# 농담이 아니야!
《농담이 아니야!》(일본어: 冗談じゃない!)는 2007년 4월 15일부터 같은해 6월 24일까지 TBS계열에서 매주 일요일 일요극장 시간대에 방송된 TV 드라마이다.

## 내용
타카무라 케이타는 20살 어린 연인 에렌과 함께 결혼 허락을 받으러 에렌의 고향인 프랑스의 니스로 향한다. 그곳에서 케이타는 옛 연인이었던 리에와 재회하는데, 리에는 바로 에렌의 어머니였던 것이다. 서로 모르는 척하고 결혼을 진행하지만, 케이타는 갑자기 해고가 되고, 게다가 리에가 갑자기 집으로 들이닥친다.

## 주요 출연진
- 타카무라 케이타(40)：오다 유지

1966년 5월 25일생으로, 직업은 '퍼시픽 전기' 기술개발부 부장 → 패밀리 레스토랑 '벨파미유' 부점장 → 점장이다. 야마가타현 출신으로 학생 시절에 로봇 콘테스트에서 우승한 적이 있다. 기본적으로 술을 거의 못하지만, 화이트 와인은 어느 정도 마실 수 있다. 20년 전에 리에와 교제하였으며 함께 곧잘 격투기를 보러 갔다. 자존심이 세고 사소한 일에도 정색을 한다. 낫토를 좋아한다. 사에코의 전 “손수건 왕자”이기도 하다.
- 타카무라 에렌(20)：우에노 주리

1986년 6월 13일생, 케이타의 아내로 '토요가쿠인 대학'의 학생이다. 히로세 일가의 장녀이며 프랑스에서 태어났다. 격투기를 좋아하고 드세며 입이 험하다. 케이타와는 달리 낫토를 싫어한다.
- 히로세 리에(45): 오오타케 시노부

에렌의 엄마이자 케이타의 옛 애인이다. 처녀일 때 이름은 사타케 리에였다. '우메가오카 음대'를 졸업하고 파리로 유학을 갔지만, 사고로 손을 다쳐 피아니스트가 되는 것을 단념하였다. 격투기를 좋아하고 마음에 안 드는 일이 생기면 자버리며, 짓궂은 장난을 좋아한다.
- 히로세 소헤이(50)：쿠사카리 마사오

1화～5화・10화・11화에 등장한다. 리에의 남편이자 에렌의 아버지로 포도주 양조장을 경영하고 있다. 세브린느와 바람 피우고 있다는 것을 리에에게 들킨다.
- 노노무라 사에코(40): 이이지마 나오코

'벨파미유' 점장이었다가 후에 'SG푸드' 와인 영업부로 이동한다. 케이타에게 호의를 가졌다가 유부남임을 알고 태도를 바꾼다.
- 나카 리이사
- 다나카 게이

## 스탭
- 각본：반 카즈히코
- 연출：도이 노부히로, 이시이 야스하루, 카와지마 류타로
- 프로듀서：이요다 히데노리

## 주제가
- 오다 유지 〈Hug,Hug〉

## 이야깃거리
- 주연 오다 유지는 후지 TV 계열 드라마 《라스트 크리스마스》 이후 2년만에, TBS계열에서는 《한밤중의 비》 이후 4년만에 드라마에 출연하였다.

- 각본을 담당한 반 가즈히코의 TBS 연속 드라마는 《아빠는 연중 고생한다》 이후 19년만이다.

- 이 드라마에서 에렌의 막내 동생을 연기한 모리사코 에이는 《노다메 칸타빌레》에서 우에노 주리가 연기한 노다 메구미의 어린 시절을 연기했다.

## 시청률 및 제목
| 각화                                             | 제목                               | 풀이                                          | 방송일    | 연출            | 시청률 |
| ------------------------------------------------ | ---------------------------------- | --------------------------------------------- | --------- | --------------- | ------ |
| 1화                                              | 妻の母が元彼女!?その関係はヤバスギ | 부인의 엄마가 옛 애인?! 그 관계는 너무 위험해 | 2007/4/15 | 도이 노부히로   | 19.4%  |
| 2화                                              | 秘密がバレた!?                     | 비밀이 들켰다!?                               | 2007/4/22 | 도이 노부히로   | 14.7%  |
| 3화                                              | 私達結婚したんじゃないの!?         | 우리 결혼한 거 아니야!?                       | 2007/4/29 | 도이 노부히로   | 13.2%  |
| 4화                                              | 僕は君を守る!でも離婚…?            | 나는 너를 지킬게! 그래도 결혼…?               | 2007/5/6  | 이시이 야스하루 | 14.4%  |
| 5화                                              | ママの元カレなの?信じてる          | 엄마의 옛 애인이야? 믿고 있어                 | 2007/5/13 | 이시이 야스하루 | 14.2%  |
| 6화                                              | 浮気!?ハンカチおやじ大ピンチ       | 바람!? 손수건 아저씨 위기                     | 2007/5/20 | 카와지마 류타로 | 11.7%  |
| 7화                                              | 夫婦に亀裂!指輪紛失大騒動!!        | 부부 균열! 반지 분실 대소동!!                 | 2007/5/27 | 도이 노부히로   | 10.7%  |
| 8화                                              | 暴かれた過去…圭太決意の時!         | 들켜버린 과거…케이타 결의의 시간              | 2007/6/3  | 카와지마 류타로 | 11.3%  |
| 9화                                              | 遂に告白!!                         | 마침내 고백!!                                 | 2007/6/10 | 도이 노부히로   | 12.8%  |
| 10화                                             | さようなら圭太                     | 안녕 케이타                                   | 2007/6/17 | 카와지마 류타로 | 12.0%  |
| 최종화                                           | 君のいない人生は、ありえない       | 너가 없는 인생은 있을 수 없어                 | 2007/6/24 | 도이 노부히로   | 12.7%  |
| 평균 시청률 13.4% (칸토 지구 비디오 리서치 조사) |                                    |                                               |           |                 |        |